# バルトネラ属
バルトネラ属はグラム陰性の運動性がある非芽胞形成絶対好気性通性細胞寄生桿菌。かつてはリケッチア科に分類されていたが再分類されてバルトネラ科に属し、その基準属である。また、ロカリメア属(ロシャリメア属、ロカリマエア属)、グラハメラ属に分類されていた微生物は本属に統合された。基準種はバルトネラ・バシリホルミス。ペルーの微生物学者、アルベルト・バルトンに因む。
動物の細胞内外でみられ、病原性がある。基準種のバルトネラ・バシリホルミスはバルトネラ症(カリオン氏病)、バルトネラ・ヘンセラは猫ひっかき病、バルトネラ・クインタナは塹壕熱の原因菌として知られる。